# Otto Brune
Otto Walter Heinrich Oscar Brune (10. Januar 1901 – 1982) war ein südafrikanischer Ingenieur.

## Leben und Wirken
Brune leistete wichtige Forschungsbeiträge auf dem Gebiet der Netzwerksynthese am Massachusetts Institute of Technology (MIT), wo er 1929 promovierte. Seine Promotion wurde von Wilhelm Cauer (und Ernst Guillemin) betreut, der vorschlug, notwendige und hinreichende Bedingungen für die Realisierbarkeit von Mehrtor-Impedanzen zu beweisen. Cauer hatte bereits die notwendigen Bedingungen gefunden, scheiterte jedoch am Beweis, dass diese auch hinreichend sind. Brune prägte den Begriff „positiv-reell“ (PR) für die entsprechende Klasse von analytischen Funktionen, die durch passive elektrische Netzwerk realisierbar sind. Brune hat auch gezeigt, dass es für den Fall skalarer PR-Funktionen nicht notwendig ist, ideale Übertrager zu benutzen, um das praktische Netzwerk zu realisieren (was eine starke Einschränkung der Anwendbarkeit darstellen würde). Auch der Brune-Prozess (Verfahren zur Synthese von Zweipolen mit beliebigen passiven Zweipolfunktionen absolut minimaler Reaktanz), der darin vorkommende Brune-Zyklus (Verminderung des Grades der Zweipolfunktion um zwei), das dadurch entstehende Brune-Netzwerk (kanonisches Netzwerk als Ergebnis nach dem Durchlaufen des Brune-Zyklus) und der Brune-Test sind nach ihm benannt.
Brune hat weiterhin den nach ihm benannten Brune-Test zur Überprüfung der Zusammenschaltbarkeit von Zweitoren entwickelt.

## Hintergrund
Brune wurde 1901 in Kimberley, Südafrika geboren und kehrte 1935 dorthin zurück. Anschließend wurde er Forschungsleiter am Nationalen Forschungslabor in Pretoria.